# Медоїд (математика)
Медоїд (у кластерному аналізі) — об'єкт, що належить набору даних або кластеру, відмінність (наприклад, за координатами) якого від інших об'єктів у наборі даних або кластері мінімальна. Медоїд близький за змістом до центроїда, але, на відміну від нього, є об'єктом, що належить кластеру, і, як правило, використовується в тих випадках, коли неможливо обчислити середні координати або центр мас кластера.
Типове застосування медоїдів — алгоритм кластеризації k-медоїдів, схожий на алгоритм k-середніх, але, на відміну від нього, на кожній ітерації шукає центри кластерів не як середнє точок, а як медоїди точок. Тобто, центр кластера має обов'язково бути однією з його точок.